# برویلر-آن-موزل
برویلر-آن-موزل (به فرانسوی: Berviller-en-Moselle) یک کمون در فرانسه است که در Canton of Bouzonville واقع شده‌است.

## خصوصیات
برویلر-آن-موزل ۵٫۵۲ کیلومترمربع مساحت و ۵۰۶ نفر جمعیت دارد و ۲۱۰ متر بالاتر از سطح دریا واقع شده‌است.